# Greensboro (North Carolina)
Greensboro is een stad in de Amerikaanse staat North Carolina en telt 223.891 inwoners. Het is hiermee de 77e stad in de Verenigde Staten (2000). De oppervlakte bedraagt 271,1 km², waarmee het de 64e stad is.

## Demografie
Van de bevolking is 11,9 % ouder dan 65 jaar en bestaat voor 32,6 % uit eenpersoonshuishoudens. De werkloosheid bedraagt 3,1 % (cijfers volkstelling 2000).
Ongeveer 4,4 % van de bevolking van Greensboro bestaat uit hispanics en latino's, 37,4 % is van Afrikaanse oorsprong en 2,8 % van Aziatische oorsprong.
Het aantal inwoners steeg van 191.591 in 1990 naar 223.891 in 2000.

## Klimaat
In januari is de gemiddelde temperatuur 2,6 °C, in juli is dat 24,9 °C. Jaarlijks valt er gemiddeld 1082,5 mm neerslag (gegevens op basis van de meetperiode 1961-1990).

## Plaatsen in de nabije omgeving
De onderstaande figuur toont nabijgelegen plaatsen in een straal van 16 km rond Greensboro.

## Geboren
- O. Henry (1862-1910), schrijver
- Ken Jeong (1969), acteur
- Rhiannon Giddens (1977), musicus
- Joey Cheek (1979), schaatser
- John Isner (1985), tennisser
- Eugene Godsoe (1988), zwemmer
- Mackenzie Mauzy (1988), actrice
- Aaron Wiggins (1999), basketballer